# Gerrit Frederik Dalenoord
Gerrit Frederik Dalenoord (Enschede, 7 november 1897 - Haren, 14 augustus 1971) was een Nederlands ondernemer. Hij was van 1956 tot 1964 president-directeur van het Scholten-concern.

## Leven en werk
Dalenoord werd in november 1897 in Enschede geboren als zoon van de fabrieksbaas Herman Gerrit Dalenoord en van Gesina Hardick. Dalenoord begon zijn loopbaan in 1930 bij Scholten's Chemie als textielexpert. In 1937 werd Dalenoord commercieel directeur van de vennootschap. In 1956 werd hij directeur van het Scholten-concern. In 1964 trad hij af. Onder zijn bewind had het bedrijf de omzet verdrievoudigd, van 50 miljoen naar 150 miljoen gulden (of € 380 miljoen naar 880 miljoen in koopkracht van 2018)  en was het op de nationale en internationale markt geëxpandeerd en gediversifieerd.
Dalenoord trouwde op 24 november 1926 met Anna Cornelia Gezina Moerman. Hij overleed in augustus 1971 op 73-jarige leeftijd in zijn woonplaats Haren. Dalenoord was Officier in de Orde van Oranje-Nassau.

### Maatschappelijke betrokkenheid
Dalenoord was onder andere lid van het Provinciaal Comité van de Stichting "Nederland helpt Indië" in Groningen en van de Groninger loge L'Union Provinciale. Van laatstgenoemde vervulde hij in 1952 de functie van voorzittend meester.

### Verzet
Tijdens de Tweede Wereldoorlog zat Dalenoord in het Verzet. Zo was hij plaatselijk commandant van de Ordedienst. Ook heeft hij onderduikers en een gedropte zender, 'Luctor et emergo', in huis gehad.